# Julius Bernis
Karl Julius Gottlieb Bernis (* 25. Juli 1809 in Memel; † 20. Juni 1875 in Naumburg (Saale)) war ein preußischer Generalmajor.

## Leben

### Herkunft
Julius war ein Sohn des Bauinspekteur Friedrich Wilhelm Bernis († 1819) und dessen Ehefrau Anna Florentine, geborene Redowski († 1819). Sie war die Schwester des Arztes und Forschungsreisenden Johann Redowsky (1773–1807).

### Militärkarriere
Bernis trat am 1. Oktober 1826 als Pionier in die 1. Pionier-Abteilung der Preußischen Armee ein und absolvierte 1827/30 die Vereinigte Artillerie- und Ingenieurschule. Zwischenzeitlich wurde er am 30. September 1829 mit Patent vom 4. Oktober 1829 zum Sekondeleutnant der 1. Ingenieur-Inspektion befördert, blieb aber weiterhin seiner Abteilung zugeordnet. Am 15. Juli 1833 erfolgte seine Ernennung zum Abteilungsadjutanten und er versah ab Ende Juni 1836 Fortifikationsdienst in der Festung Posen sowie ab Ende Februar 1839 in der Festung Koblenz. Bernis wurde am 1. Juli 1840 als Zweiter Adjutant zur 3. Ingenieur-Inspektion versetzt und in dieser Eigenschaft Ende Juni 1843 zum Premierleutnant befördert. Daran schloss sich am 29. April 1847 seine Versetzung in die 7. Pionier-Abteilung an. Bernis avancierte Ende März 1848 zum Hauptmann und Kommandeur der 2. Kompanie. Im Jahr darauf wurde er am 24. April 1849 als Kommandeur der 1. Reserve-Pionier-Abteilung in die Bundesfestung Luxemburg versetzt. Am 1. März 1853 kam er zur 1. Ingenieur-Inspektion und wurde Garnisonsbaudirektor des V. Armee-Korps. Am 29. März 1856 zum Major befördert, wurde er am 6. Januar 1857 Festungsbaudirektor der Festung Posen. Er stieg am 1. Juli 1860 zum Oberstleutnant auf und erhielt anlässlich des Ordensfestes im Januar 1861 den Roten Adlerorden III. Klasse mit Schleife sowie am 18. Juli 1861 den Charakter als Oberst. Unter Verleihung des Patents zu seinem Dienstgrad wurde Bernis am 15. Mai 1862 zum Inspekteur der 4. Festungs-Inspektion ernannt. In dieser Stellung bekam er am 20. September 1866 den Charakter als Generalmajor und am 9. April 1868 wurde er mit Pension zur Disposition gestellt.
Für die Dauer der Mobilmachung anlässlich des Krieges gegen Frankreich wurde Bernis 1870/71 als Kommandeur der stellvertretenden 35. Infanterie-Brigade wiederverwendet. Er starb am 20. Juni 1875 in Naumburg (Saale).

### Familie
Bernis heiratete am 20. Juli 1849 in Kolberg Berta von Steinaecker (1829–1890), eine Tochter des Generalmajors Heinrich Bruno von Steinaecker. Aus der Ehe gingen der Sohn Heinrich (* 1850), Sekondeleutnant im Infanterie-Regiment „von der Marwitz“ (8. Pommersches) Nr. 61 sowie die Tochter Agnes Anna (* 1851) hervor.